# Tyttobrycon xeruini
Tyttobrycon xeruini är en fiskart som beskrevs av Géry, 1973. Tyttobrycon xeruini ingår i släktet Tyttobrycon och familjen Characidae. Inga underarter finns listade i Catalogue of Life.